# 市場町大野島
市場町大野島（いちばちょうおおのじま）は、徳島県阿波市の大字。2010年10月1日現在の人口は848人、世帯数は291世帯。郵便番号は〒771-1627。

## 地理
阿波市の南部に位置。北は市場町切幡、南は吉野川市、西は市場町山野上、東は市場町伊月と接する。
南寄りを吉野川が東流する。ほぼ東西に徳島県道12号鳴門池田線が走り、東は土成地区へと続く。寺社には、浄土真宗本願寺派の尊光寺・大野島神社・天神社・粟島神社などがある。

### 河川
- 吉野川
- 鶯谷川

### 小字
- 荷
- 江ノ島
- 王子前
- 大石
- 御所ノ原
- 新ノ池
- 杉ノ前
- 天神
- 野神
- 東島
- 前須賀

## 歴史
- 2005年（平成17年）4月1日 - 阿波郡市場町が阿波町・板野郡土成町・吉野町と合併して阿波市となり、住所表記は「阿波郡市場町大字大野島字（字名）」から「阿波市（字名）」（稲荷・野神・東島・前須賀は、阿波市内での住所表記重複を避けるためそれぞれ大野島（字名））となる。
- 2007年（平成19年）1月1日 - 住所表記を「阿波市市場町大野島字（字名）」に変更（大野島（字名）の区域は「大野島字（字名）」）し、現在の表記となる。

## 施設
- 阿波市立八幡小学校
- 尊光寺 - 阿波北方二十四輩霊場
- 大野島神社 - 境内のフジとクスは徳島県天然記念物に指定。
- 天神社
- 粟島神社

## 交通

### 道路
都道府県道
- 徳島県道12号鳴門池田線
- 徳島県道138号香美吉野線
- 徳島県道237号切幡川島線